# Avdotja Gribova
Avdotja Nikiforovna Gribova, född 1800, död 1850, var en rysk entreprenör.  
Hon var en av de ledande tillverkarna i Moskvaregionen för tillverkning av sjalar och tyger. 